# Enny-Mae
Enny-Mae Tandogan (Wenden, 9 januari 2003), beter bekend onder haar artiestennaam Enny-Mae, is een Duits zangeres. Ze is onder andere bekend van de single Not Fair, een cover van de gelijknamig single van Lily Allen in samenwerking met Niklas Dee en Old Jim.

## Biografie
Enny-Mae werd geboren als de dochter van een zanglerares. Ze studeerde aanvankelijk architectuur, maar door haar muzikale carrière stopte ze met de studie. Deze carrière begon in 2020 toen ze viraal ging met een cover van de single Jocelyn Flores van XXXTentacion. Ze was niet alleen actief op TikTok, maar ook op Spotify en Instagram. In 2022 bracht Enny-Mae haar debuutsingle You and I uit, een samenwerking met Wankelmut en ALOTT. Vooral op Spotify werd het nummer een succes.
In 2023 brak Enny-Mae door bij het grote publiek met haar cover Not Fair van de gelijknamige single van Lily Allen. Niklas Dee en Old Jim hadden de single van een popnummer verandert in een technonummer en Enny-Mae nam de zang voor haar rekening. Het nummer behaalde de negentiende plaats in de Nederlandse Top 40. Ook in de Duitse, Zwitserse en Oostenrijkse hitlijsten was de single succesvol. In hetzelfde jaar bracht Enny-Mae eveneens samen met Macon de single Say it Right uit op het label EMI Music.
Enny-Mae nam in 2025 samen met Paradigm deel aan Chefsache ESC 2025 – Who sings for Germany?, de Duitse preselectie voor het Eurovisiesongfestival 2025. Ze werd hierin echter al in de voorrondes uitgeschakeld.

## Discografie

### Singles
| Jaar | Titel                                |
| ---- | ------------------------------------ |
| 2022 | You and I (met Wankelmutt en ALOTT)  |
| 2022 | One Last Time (met Vize en R3hab)    |
| 2023 | Not Fair (met Niklas Dee en Old Jim) |
| 2023 | Say it Right (met Macon)             |
| 2024 | It's Over                            |